# بریدز

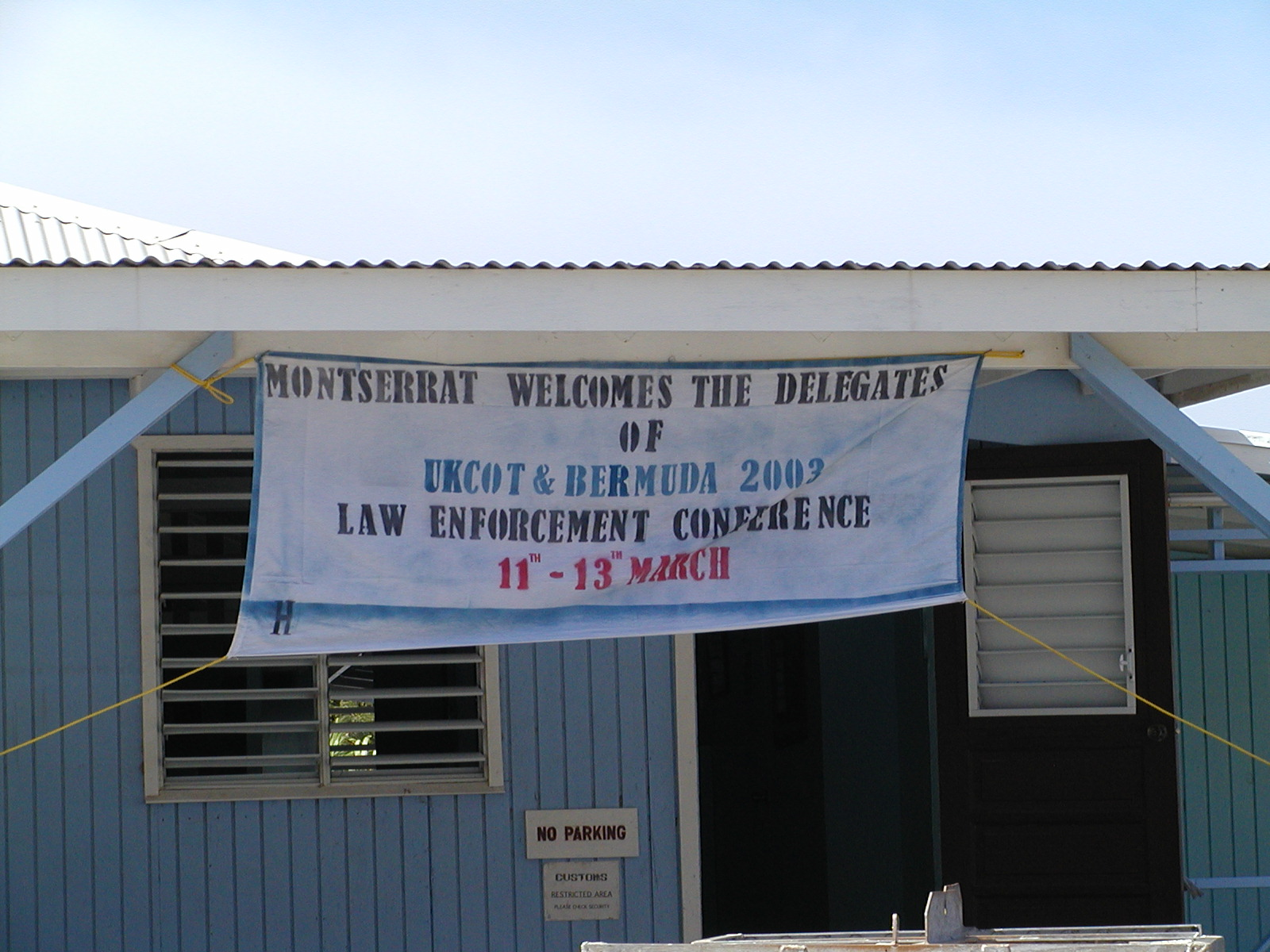
بریدز

بریدز (به انگلیسی: Brades) یک منطقهٔ مسکونی در بریتانیا است که در مونتسرات واقع شده‌است.

## خصوصیات
بریدز ۳۹۱ نفر جمعیت دارد.